# Iurie Dîrda
Iurie Dîrda (n. 10 mai 1971) este un om de afaceri și politician din Republica Moldova, care din decembrie 2014 este deputat în Parlamentul Republicii Moldova în fracțiunea Partidului Liberal (PL). Face parte din Comisia administrație publică, dezvoltare regională, mediu și schimbări climatice. Anterior, până în 2015, a fost consilier în Consiliul municipal Chișinău. Din iulie 2013 este președinte al Organizației teritoriale PL a sectorului Rîșcani, înlocuindu-l în funcție pe Mihai Cîrlig.
La alegerile parlamentare din noiembrie 2014, a fost pe locul 12 în lista candidaților Partidului Liberal, și în rezultatul alegerilor a obținut mandatul de deputat în Parlamentul Republicii Moldova de legislatura a XX-a.
La alegerile locale din Chișinău din 2011, Dîrda a fost ales consilier municipal pe lista Partidului Liberal. În Consiliul municipal Chișinău el a fost membru al Comisiei pentru construcții, arhitectură și relații funciare. Iurie Dîrda este fondator al firmei Dansicons și director general și al companiei Darsimid SRL, ambele activând în domeniul construcțiilor.